# Peter L. Berger
Peter Ludwig Berger (Viena, 17 de març de 1929 - Brookline, 27 de juny de 2017) fou un sociòleg i teòleg luterà estatunidenc, d'origen austríac. Conegut per ser coautor junt amb Thomas Luckmann de La construcció social de la realitat (1966), considerat un dels textos més influents en la sociologia del coneixement i referent del desenvolupament del construccionisme social. Va ser director i investigador sènior de l'Institute on Culture, Religion and World Affairs de la Universitat de Boston.

## Biografia
Peter L. Berger va néixer a Viena el 1929. Després de la Segona Guerra Mundial, als 17 anys, va emigrar als Estats Units on es va graduar en art al Wagner College. Va continuar els seus estudis al New School for Social Research a Nova York on es va doctorar en sociologia (1954). La seva activitat docent es va desenvolupar a les Universitat de Carolina del Nord i al Hartford Theological Seminary, per tornar a la New School for Social Research de Nova York, com a professor de sociologia (1963-1970), Rutgers University (1970-1979) i al Boston College (1979-1981). Posteriorment, va ensenyar sociologia i teologia a l'Escola de Teologia de la Universitat de Boston. El 1985 va fundar el Institute on Culture, Religion, and World Affairs de la Universitat de Boston, que és un centre líder en el món per a la investigació, l'educació sobre la religió i els assumptes mundials.. Entre 1955 i 1956 va treballar en la Evangelische Akademie a Alemanya. De 1956 a 1958 Berger va ser un professor ajudant en la Universitat de Carolina del Nord; entre 1958 i 1963 va ser professor associat a l'Hartford Theological Seminary. Les següents etapes de la seva carrera van ser professorats en el New School for Social Research, la Universitat Rutgers i el Boston College.
Després de la presa del poder nazi d'Àustria el 1938, Berger i la seva família van emigrar a Palestina, llavors sota domini britànic. Va assistir a una escola secundària britànica, St. Luke's. Després dels bombardejos alemanys de Haifa, va ser evacuat al Mont Carmel, on va desenvolupar el seu interès per la religió durant tota la vida. El 1947 Berger i la seva família van tornar a emigrar, aquesta vegada als Estats Units, on es van establir a la ciutat de Nova York. Berger va assistir al Wagner College per obtenir la seva llicenciatura en arts i va rebre el seu màster i doctorat a la New School for Social Research de Nova York el 1954. Berger, a les seves memòries, es va descriure a si mateix com un "sociòleg accidental", que es va inscriure aquí en un esforç per conèixer la societat nord-americana i ajudar a convertir-se en ministre luterà, i aprenent amb Alfred Schütz. El 1955 i el 1956 va treballar a l'Evangelische Akademie de Bad Boll, Alemanya Occidental. De 1956 a 1958 Berger va ser professor ajudant a la Universitat de Carolina del Nord a Greensboro ; de 1958 a 1963 va ser professor associat a Hartford Theological Seminary. Les següents estacions de la seva carrera van ser professors a la New School for Social Research, a la Universitat de Rutgers i al Boston College.. Des de 1981 Berger va ser professor universitari de sociologia i teologia a la Universitat de Boston. Es va jubilar de BU el 2009. El 1985 va fundar l'Institut d'Estudi de Cultura Econòmica, que més tard es va transformar en l'Institut de Cultura, Religió i Afers Mundials (CURA), i ara forma part de la Boston University Pardee School of Global Studies. Va estar com a director de CURA de 1985 a 2010.
Procés de socialització
Tal com s'explica al llibre de Berger i Thomas Luckmann The Social Construction of Reality (1966), els éssers humans construeixen una realitat social compartida. Aquesta realitat inclou coses que van des del llenguatge ordinari fins a les institucions a gran escala. Les nostres vides es regeixen pel coneixement del món que tenim i fem servir la informació que és rellevant per a les nostres vides. Tenim en compte els esquemes tipificadors, que són supòsits generals sobre la societat. Quan un es troba amb un nou esquema, s'ha de comparar amb els que ja estan establerts a la ment i determinar si s'han de mantenir aquests esquemes o substituir els antics per de nous.
La realitat social a dos nivells
La realitat social existeix tant en l'àmbit subjectiu com objectiu. En l'àmbit subjectiu, les persones aconsegueixen la realitat personalment significativa i creada per éssers humans en aspectes com les amistats personals. En l'àmbit objectiu, la gent descobreix la realitat en aspectes com les burocràcies governamentals i les grans corporacions, on la realitat es veu més fora del control.
La societat com a objectiva i subjectiva
Objectivament, l'ordre social és un producte de la nostra empresa social: és un procés continu que resulta de l'activitat humana. Les institucions són producte de la historicitat i necessiten controlar l'habitualització humana (els comportaments o patrons repetits). La naturalesa compartida d'aquestes experiències i la seva similitud dona lloc a la sedimentació, el que significa que perden la seva memorabilitat. Molts comportaments perden significats institucionals sedimentats. L'ordre institucional implica rols específics per a les persones. Aquests papers els veu tan rendible com aquesta figura objectiva: un empleat no és jutjat com a humà sinó pel paper que ha assumit.
El procés de construcció d'una realitat socialment construïda té lloc en tres fases:
Inicialment, l'exteriorització és el primer pas en què els humans aboquen significat (tant mental com físic) a la seva realitat, creant així coses a través del llenguatge. En l'externalització, els actors socials creen els seus mons socials i es veu a través de l'acció.
Després d'això, la realitat s'estableix pels productes de l'exteriorització mitjançant el curs de l'objectivació (les coses i les idees "s'endureixen" en cert sentit). La gent veu una pràctica social o una institució com una realitat objectiva que no es pot canviar, com una cosa com el llenguatge.
Finalment, aquesta realitat (o societat) de nova creació i creada per l'home té un efecte sobre els mateixos humans. En aquesta tercera fase, la interiorització, el món extern i finalitat d'una persona passa a formar part del seu món intern i subjectiu. Com a actors socials interioritzem normes i valors, acceptant-los com a donats, i els fem realitat.
Observant quins són aquests marcs teòrics establerts per a la ment els dos autors del llibre fan una descripció de dos processos intrínsecament connectats, el procés de socialització i el procés d'interiorització. Berger defineix l'etapa de socialització com aquells individus que mentre formen part d'una cultura o societat van, simultàniament, aprenent un seguit de valors, ideologies i formes de veure el món real que posteriorment els facilitaran les eines suficients per a una bona interacció social amb un grup determinat. Aquest procés es realitza gràcies a uns agents externs (agents de socialització) que s'encarreguen d'aportar aquests elements culturals a l'individu i aquest els interioritzi.
Atès que aquest és un procés elaborat es divideix en dues parts, en dues formes de socialització amb el món real que té característiques diferents per a cada procés.
Procés de socialització primària:
Durant aquest període la societat adquireix un paper dialèctic en quant l'individu no neix membre de la societat sinó que neix amb una predisposició a ella i després passa a ser membre d'aquesta. La internalització és la base per a la comprensió i aprenentatge del món pel que fa a la realitat significativa i social. El procés s'inicia en el moment en què l'individu assumeix el món en el qual ja hi viu gent (participem cadascú en el ser de l'altre) .
La socialització primària és la primera per la qual l'individu arrabassa en la seva infantesa i per mitjà d'aquest es converteix en membre de la societat. Suposa una gran càrrega emocional per al nen o nena i s'identifiquen amb d'altres significatius en una varietat de formes emocionals, però siguin quines siguin el procés d'internalització es produeix si hi ha identificació. Es crea en la consciència del nen o nena una abstracció progressiva que va des dels rols d'altres persones, generalment els adults, i unes actituds específiques que es va canalitzant en el comportament durant la infantesa dels nens. Entenem que és el llenguatge l'eina necessària, a part del llenguatge no verbal, el vehicle principal d'aquest procés.
Procés de socialització secundària:
La socialització secundària és la internalització de submons institucionals o basats sobre institucions. Aquest procés secundari s'inicia generalment amb l'educació formal on s'aprenen aquells elements específics de la cultura. El període permet el treball amb persones que ja tenen el jo construït. S'incorpora en l'individu nous camps i dominis d'habilitats, comunicació i intercanvis socials com per exemple llegir, escriure, jugar, etc.
Són bastants els agents de socialització secundària:
-L'escola (lloc fonamental per la transmissió de coneixements i normes reglades)
-Grups d'iguals
-Treball
-Grups
Aquestes són les diferents associacions a les quals pertanyen al llarg de la nostra vida, són agents amb un rol diferenciat, però igualment significatius. És necessari l'adquisició de vocabularis específics, de rols, el que significa la internalització dels nostres comportaments de rutina dins una àrea institucional.
Finalment i en forma de resum la socialització primària internalitza una realitat apresa com inevitable, aquesta internalització pot resultar exitosa si el sentit de la inevitabilitat es troba present quasi tot el temps (com a mínim mentre l'individu es troba en activitat a la vida quotidiana). La socialització secundària, en canvi, essent més de caràcter més artificial, la realitat subjectiva és més vulnerable per trobar-se menys arrelada a la consciència.
Estratificació social: eixos d'interseccionalitat
Per "estratificació" entenem tot mecanisme de jerarquització, classificació i graduació de les desigualtats, és a dir, de subordinació i supraordinació utilitzat per conformar la societat. Aquests criteris varien d'una societat a una altra, també dins d'aquesta. Els tres principals distintius característics de la posició social són el poder, els privilegis i el prestigi. No es superposen sinó que pertanyen a sistemes d'estratificació amb una relativa autonomia.
A la societat occidental, l'estratificació és per un sistema de classes. Entenem 'sistema de
classes' com a tipus d'estratificació en el qual la posició social ve determinada per criteris
Econòmics. Sol haver-hi notable mobilitat social; no hi ha posicions definitives, en el decurs de la vida es canvia. (Apareixen els 'símbols d'estatus', on es dedica a exhibir la seva posició).
"El concepte d'estratificació fa referència al fet que a tota societat podem trobar-hi uns nivells diferents, de poder, de privilegis o de prestigi, que mútuament es relacionen en termes de subordinació i de superordenació. Dit d'una altra manera, l'estratificació significa que tota societat té un sistema de jerarquització, de classificació, de graduació de les desigualtats en definitiva"
Al llarg de la història hi ha hagut diversos sistemes d'estratificació des de l'antiga Roma amb el sistema esclavista fins al sistema de classes socials de l'edat moderna.
Per tant, Berger analitza quins són aquells eixos de desigualtat que al món contemporani encara perduren i que són motius de desigualtat. A aquest procés s'anomena interseccionalitat, ja que depenent dels eixos de desigualtat que un subjecte pateixi estarà en situació de més o menys desigualtat o vulnerabilitat. Eixos de desigualtat: classe social, gènere, edat, ètnia, religió, cultura, nivell educatiu, estatus legal, ciutadania, orientació sexual i discapacitats.'

### Pensament
El marc teòric essencial de Berger es va establir al principi de la seva carrera a través de la seva col·laboració amb Thomas Luckmann a La construcció social de la realitat (1966), aquesta obra emmarca els conceptes centrals que intervenen en el procés de construcció del coneixement. El construccionisme considera que el que és fonamental és la producció de sentit a partir de la interacció social. Berger i Luckmann consideren que la realitat es construeix a partir de la dialèctica establerta precisament entre aquesta realitat que està construïda i el propi coneixement d'aquesta realitat que tenen els seus autors-actors.
| «                  | “L'emoció de la sociologia no és l'emoció de trobar-se amb allò que és perfectament desconegut, ans més aviat l'emoció de descobrir que allò que ens era conegut canvia radicalment de significat” | » |
| — Peter L.Berger , | |   |

En altre àmbit, Peter L. Berger és el sociòleg de la religió contemporani més influent i més citat, en l'impacte i la influència de les religions en el món globalitzat actual. Berger ha evolucionat progressivament de la teoria de la secularització present a The Sacred Canopy (1967) cap a una teoria de la pluralització explicada a partir de la constatació empírica: la modernitat no necessàriament secularitza, però pluralitza, tal com formula a la seva obra The Heretical Imperative (1979). Segons Berger els nostres dies no estan marcats per l'ateisme sinó pel politeisme. El món contemporani actual només pot ser entès si es tenen en compte les dinàmiques globals de la religió, les manifestacions i celebracions religioses, que afecten gairebé a totes les regions amb excepcions com la de l'Europa Central i Occidental secularitzada.

### Principals llibres publicats
- Invitation to Sociology: A Humanistic Perspective (1963).
- The Social Construction of Reality: A Treatise in the Sociology of Knowledge (1966) amb Thomas Luckmann. (La construcció social de la realitat és traduïda al català per l'editorial Herder, Barcelona, 1988, ISBN ISBN 84-254-1628-0)
- The Sacred Canopy: Elements of a Sociological Theory of Religion (1967).
- A Rumor of Angels: Modern Society and the Rediscovery of the Supernatural (1969).
- Sociology (1972) amb Brigitte Berger. Basic Books.
- The Homeless Mind: Modernization and Consciousness (1973) amb Brigitte Berger i Hansfried Kellner.
- Pyramids of Sacrifice: Political Ethics and Social Change (1975).
- The Heretical Imperative: Contemporary Possibilities of Religious Affirmation (1979).
- The War Over the Family: Capturing the Middle Ground (1983) amb Brigitte Berger.
- The Capitalist Revolution (1986) Basic Books.
- A Far Glory: The Quest for Faith in an Age of Credulity (1992).
- Modernity, pluralism and the crisis of meaning: the orientation of modern man (1995) amb Thomas Luckmann.
- Redeeming Laughter: The Comic Dimension of Human Experience (1997)
- Four Faces of Global Culture (1997).
- Questions of Faith: A Skeptical Affirmation of Christianity (2003).
- In Praise of Doubt: How to Have Convictions Without Becoming a Fanatic (2009) amb Anton Zijderveld.
- Adventures of an accidental sociologist: How to explain the world without becoming a bored (2011)

### Llibres traduïts al català
- Berger, Peter L.; (traducció Joan Estruch) Invitació a la sociologia. Una perspectiva humanística.  Herder, 1986 (2009 15º reimpressió). ISBN 9788425415302.
- Berger, Peter L.; Luckmann, Thomas; (traducció Joan Estruch). La construcció social de la realitat.  Barcelona: Herder, 1988. ISBN 84-254-1628-0.
- Berger, Peter L.; (traducció Joan Estruch) La rialla que salva: la dimensió còmica de l'experiència humana.  Edicions La Campana, 1997, p. 392. ISBN 84-88791-46-1.

## Premis i reconeixements
Doctor honoris causa de la Loyola University Chicago, del Wagner College, de la University of Notre Dame (indiana, Estats Units) i de les europees de Ginebra i Múnic. El 2010 va rebre el Premi Dr. Leopold Lucas de la Universitat de Tübingen.